# 파인픽스 S3 Pro

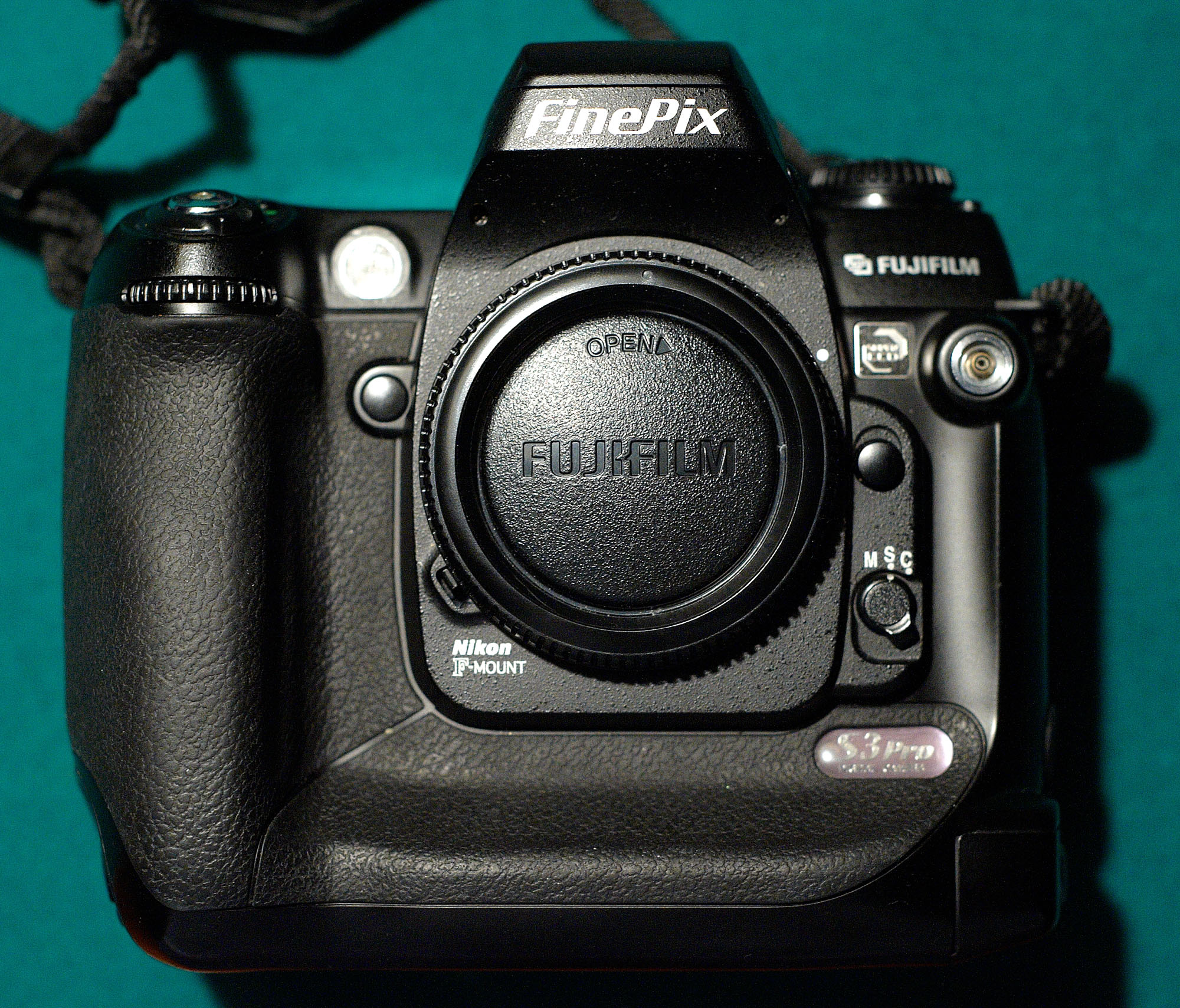
파인픽스 S3 Pro

파인픽스 S3 Pro(FinePix S3 Pro)는 후지필름에서 2004년 2월 5일에 발표한 DSLR으로, 파인픽스 S2 Pro의 후속기종이다. 후지필름 허니컴 SRII 센서를 사용하여 타 DSLR 대비 다이나믹 레인지(dynamic range)가 넓다. 최대 유효화소는 1,234만 화소.
카메라 바디는 니콘 F80 바디에 바탕을 두고 있다.

## 같이 보기
- 파인픽스 S2 Pro
- 파인픽스 S5 Pro